# Canton de Pontchâteau
Le canton de Pontchâteau est une circonscription électorale française, située dans le département de la Loire-Atlantique (région Pays de la Loire).
À la suite du redécoupage cantonal de 2014, les limites territoriales du canton sont remaniées. Le nombre de communes du canton passe de 6 à 13.

## Histoire
- De 1833 à 1848, les cantons d'Herbignac, de Pontchâteau et de Saint-Nazaire avaient le même conseiller général. Le nombre de conseillers généraux était limité à 30 par département[5].

- Une élection partielle a eu lieu en 2003, à la suite du décès de Monsieur David.

- Par décret du 25 février 2014, le nombre de cantons du département est divisé par deux, avec mise en application aux élections départementales de mars 2015. Le canton de Pontchâteau est conservé et s'agrandit. Il passe de 6 à 13 communes[4].

## Représentation

### Conseillers généraux de 1833 à 2015
| Période                                  | Période              | Identité                                   | Étiquette    | Qualité |
| ---------------------------------------- | -------------------- | ------------------------------------------ | ------------ | --- |
| 1833                                     | 1837 (démission)     | Jules Lambert                              |              | Juge d'instruction à Savenay |
| 1837                                     | 1852 (démission)     | Frédéric Auguste Louis Dufresne de Thimars | Royaliste    | Propriétaire à Pontchâteau et à Nantes Ancien maire de Pontchâteau, conseiller d'arrondissement                                         |
| 1852                                     | 1855                 | François Faucheux                          |              | Chef d'escadron retraité, maire de Pontchâteau (1852-1853)                                                                              |
| 1855                                     | 1884 (décès)         | Alphonse Pichon                            | Droite       | Avocat, maire de Pontchâteau (1866-1878)                                                                                                |
| 1885                                     | 1900 (décès)         | Charles Dondel du Faouëdic                 | monarchiste  | Propriétaire à Pontchâteau |
| 1900                                     | 1930 (démission)*    | Comte Arthur Espivent de La Villesboisnet  | Conservateur | Propriétaire du château du Deffet Maire de Sainte-Reine-de-Bretagne (1900-1930) Député (1914-1919)                                      |
| Déc.1930                                 | 1940                 | Joseph de Marcé des Louppes                | Conservateur | Docteur en droit Maire de Pontchâteau, conseiller d'arrondissement                                                                      |
|                                          |                      |                                            |              | |
| 1943                                     | 1945                 | Maurice Sambron                            |              | Industriel Adjoint au maire de Pontchâteau Nommé conseiller départemental en 1943                                                       |
|                                          |                      |                                            |              | |
| 1945                                     | 1951                 | Albert Guihaire (1913-2002)                | DVD          | Docteur en droit, notaire à Pontchâteau                                                                                                 |
| 1951                                     | 1973 (décès)         | Maurice Sambron                            | RI           | Industriel Maire de Pontchâteau (1945-1973) Sénateur (1965-1973)                                                                        |
| 1974                                     | 1994                 | Yves Mesnier                               | DVD puis RPR | Cadre des assurances Maire de Pontchâteau, député suppléant d'Olivier Guichard (1981-1986 et 1988-1993) Conseiller régional (1978-1986) |
| 1994                                     | 23 déc. 2002 (décès) | Dominique David (1949-2002)                | app. RPR     | Pharmacien Maire de Pontchâteau Suppléant du député Christophe Priou en 2002                                                            |
| 2003                                     | 2015                 | Bernard Clouet                             | DVD          | Informaticien Maire de Pontchâteau (2003-2014) Président de la Communauté de communes du Pays de Pontchâteau - Saint-Gildas-des-Bois    |
| Les données manquantes sont à compléter. |                      |                                            |              | |

- Démissionne pour devenir moine trappiste.

### Conseillers départementaux à partir de 2015
| Période élective | Période élective | Mandat | Mandat   | Identité        | Nuance | Nuance | Qualité |
| ---------------- | ---------------- | ------ | -------- | --------------- | ------ | ------ | --- |
| 2015             | 2021             | 2015   | 2021     | Danielle Cornet |        | DVG    | Chargée d’étude marketing Maire de Pontchâteau |
| 2015             | 2021             | 2015   | 2021     | Bernard Lebeau  |        | DVG    | Agriculteur Maire de Plessé (2008-2020), conseiller municipal (opposition) depuis 2020 Vice-président de Redon Agglomération Vice-président au développement économique de proximité et à l'économie sociale et solidaire |
| 2021             | 2028             | 2021   | en cours | Danielle Cornet |        | DVG    | 11e vice-présidente du conseil départemental, chargée de la jeunesse et de la citoyenneté, de l'égalité, de l'éducation populaire et des enjeux bretons                                                                   |
| 2021             | 2028             | 2021   | en cours | Bernard Lebeau  |        | DVG    | Retraité, conseiller sortant |

### Résultats détaillés

#### Élections de mars 2015
À l'issue du 1er tour des élections départementales de 2015, deux binômes sont en ballottage : Danielle Cornet et Bernard Lebeau (DVG, 37,24 %) et Bernard Clouet et Dominique Fraslin (Union de la Droite, 31,55 %). Le taux de participation est de 50,74 % (16 753 votants sur 33 018 inscrits) contre 50,7 % au niveau départemental et 50,17 % au niveau national.
Au second tour, Danielle Cornet et Bernard Lebeau (DVG) sont élus avec 54,61 % des suffrages exprimés et un taux de participation de 48,56 % (7 974 voix pour 16 034 votants et 33 016 inscrits).
Bernard Lebeau a quitté le PS en 2017.

#### Élections de juin 2021
Le premier tour des élections départementales de 2021 est marqué par un très faible taux de participation (33,26 % au niveau national). Dans le canton de Pontchâteau, ce taux de participation est de 28,17 % (9 989 votants sur 35 455 inscrits) contre 31,09 % au niveau départemental. À l'issue de ce premier tour, deux binômes sont en ballottage : Danielle Cornet et Bernard Lebeau (DVG, 43,13 %) et Katy Germain et Philippe Jouny (DVD, 39,8 %).
Le second tour des élections est marqué une nouvelle fois par une abstention massive équivalente au premier tour. Les taux de participation sont de 34,36 % au niveau national, 32,4 % dans le département et 28,86 % dans le canton de Pontchâteau. Danielle Cornet et Bernard Lebeau (DVG) sont élus avec 55,11 % des suffrages exprimés (5 305 voix pour 10 236 votants et 35 467 inscrits),,. 

### Conseillers d'arrondissement (de 1833 à 1940)
Le canton de Pontchâteau appartenait à l'arrondissement de Savenay jusqu'en 1868, puis à l'arrondissement de Saint-Nazaire.
| Période                                  | Période              | Identité                                                         | Étiquette    | Qualité |
| ---------------------------------------- | -------------------- | ---------------------------------------------------------------- | ------------ | --- |
| 1833                                     | 1836                 | Marcellin Jean Maurice Chiron de Brossay                         |              | Juge de paix, conseiller municipal de Pontchâteau                                                           |
| 1836                                     | 1837                 | Frédéric Auguste Louis Dufresne de Thimars                       | Royaliste    | Propriétaire à Pontchâteau et à Nantes, ancien maire de Pontchâteau                                         |
| 1837                                     | 1848                 | Augustin Joseph Le Beau                                          |              | Maire de Pontchâteau                                                                                        |
|                                          |                      |                                                                  |              | |
|                                          | 1890 (décès)         | M. Le Beau                                                       |              | |
|                                          |                      |                                                                  |              | |
| 1904                                     | Octobre 1912 (décès) | Léonce de Marcé des Louppes (1843-1912)                          | Conservateur | Propriétaire du château de Casso à Pontchâteau                                                              |
| 1912                                     | 1931                 | Comte Joseph de Marcé des Louppes (1881-1951, fils du précédent) | Conservateur | Docteur en droit, maire de Pontchâteau                                                                      |
| Fév.1931                                 | 1940                 | Louis Corbillé (1891-1954)                                       |              | Charpentier, ancien maire de Saint-Joachim                                                                  |
| 1940                                     |                      |                                                                  |              | Les conseils d'arrondissement ont été suspendus par la loi du 12 octobre 1940 et n'ont jamais été réactivés |
| Les données manquantes sont à compléter. |                      |                                                                  |              | |

## Composition

### Composition avant 2015
Le canton regroupait six communes.
| Nom                      | Code Insee | Codepostal | Superficie (km2) | Population (dernière pop. légale) | Densité (hab./km2) |
| ------------------------ | ---------- | ---------- | ---------------- | --------------------------------- | ------------------ |
| Pontchâteau (chef-lieu)  | 44129      | 44160      | 55,79            | 9 982 (2012)                      | 179                |
| Besné                    | 44013      | 44160      | 17,54            | 2 750 (2012)                      | 157                |
| Crossac                  | 44050      | 44160      | 25,85            | 2 808 (2012)                      | 109                |
| Sainte-Anne-sur-Brivet   | 44152      | 44160      | 25,99            | 2 724 (2012)                      | 105                |

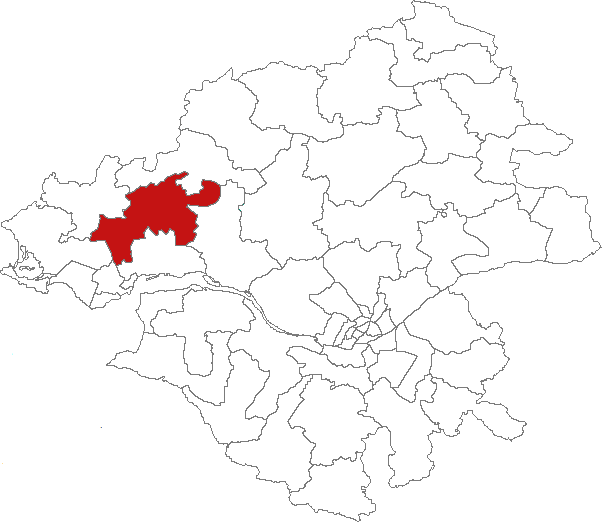
Situation du canton de Pontchâteau dans le département de la Loire-Atlantique avant 2015.

| Sainte-Reine-de-Bretagne | 44189      | 44160      | 19,73            | 2 202 (2012)                      | 112                |
| Saint-Joachim            | 44168      | 44720      | 86,22            | 3 960 (2012)                      | 46                 |

### Composition après 2015
Le canton de Pontchâteau compte désormais treize communes.
| Nom                                 | Code Insee | Intercommunalité                                   | Superficie (km2) | Population (dernière pop. légale) | Densité (hab./km2) | Modifier                                    |
| ----------------------------------- | ---------- | -------------------------------------------------- | ---------------- | --------------------------------- | ------------------ | ------------------------------------------- |
| Pontchâteau (bureau centralisateur) | 44129      | CC du pays de Pont-Château - Saint-Gildas-des-Bois | 55,79            | 11 249 (2022)                     | 202                | modifier les données · modifier les données |
| Avessac                             | 44007      | CA Redon Agglomération                             | 76,49            | 2 451 (2022)                      | 32                 | modifier les données · modifier les données |
| Crossac                             | 44050      | CC du pays de Pont-Château - Saint-Gildas-des-Bois | 25,85            | 2 985 (2022)                      | 115                | modifier les données · modifier les données |
| Drefféac                            | 44053      | CC du pays de Pont-Château - Saint-Gildas-des-Bois | 14,16            | 2 288 (2022)                      | 162                | modifier les données · modifier les données |
| Fégréac                             | 44057      | CA Redon Agglomération                             | 44,18            | 2 257 (2022)                      | 51                 | modifier les données · modifier les données |
| Guenrouet                           | 44068      | CC du pays de Pont-Château - Saint-Gildas-des-Bois | 69,90            | 3 577 (2022)                      | 51                 | modifier les données · modifier les données |
| Missillac                           | 44098      | CC du pays de Pont-Château - Saint-Gildas-des-Bois | 59,55            | 5 619 (2022)                      | 94                 | modifier les données · modifier les données |
| Plessé                              | 44128      | CA Redon Agglomération                             | 104,38           | 5 281 (2022)                      | 51                 | modifier les données · modifier les données |
| Saint-Gildas-des-Bois               | 44161      | CC du pays de Pont-Château - Saint-Gildas-des-Bois | 33,42            | 3 790 (2022)                      | 113                | modifier les données · modifier les données |
| Saint-Nicolas-de-Redon              | 44185      | CA Redon Agglomération                             | 22,32            | 3 304 (2022)                      | 148                | modifier les données · modifier les données |
| Sainte-Anne-sur-Brivet              | 44152      | CC du pays de Pont-Château - Saint-Gildas-des-Bois | 25,99            | 3 014 (2022)                      | 116                | modifier les données · modifier les données |
| Sainte-Reine-de-Bretagne            | 44189      | CC du pays de Pont-Château - Saint-Gildas-des-Bois | 19,73            | 2 447 (2022)                      | 124                | modifier les données · modifier les données |
| Sévérac                             | 44196      | CC du pays de Pont-Château - Saint-Gildas-des-Bois | 22,41            | 1 693 (2022)                      | 76                 | modifier les données · modifier les données |
| Canton de Pontchâteau               | 4419       |                                                    | 574,17           | 49 955 (2022)                     | 87                 | modifier les données                        |

## Démographie

### Démographie avant 2015
| 1962   | 1968   | 1975   | 1982   | 1990   | 1999   | 2006   | 2007   | 2008   |
| ------ | ------ | ------ | ------ | ------ | ------ | ------ | ------ | ------ |
| 14 842 | 15 521 | 16 878 | 19 374 | 19 751 | 19 318 | 21 595 | 22 158 | 22 694 |

| 2009   | 2010   | 2011   | 2012   | - | - | - | - | - |
| ------ | ------ | ------ | ------ | - | - | - | - | - |
| 23 287 | 23 837 | 24 113 | 24 426 | - | - | - | - | - |

### Démographie depuis 2015
En 2022, le canton comptait 49 955 habitants, en évolution de +3,04 % par rapport à 2016 (Loire-Atlantique : +6,68 %, France hors Mayotte : +2,11 %).
| 2013   | 2018   | 2022   |
| ------ | ------ | ------ |
| 46 799 | 48 776 | 49 955 |